# 剑桥大学唐宁学院
剑桥大学唐宁学院（英語：Downing College, Cambridge）是剑桥大学的一个学院。学院始建于1800年，现有650名学生。